# Droga wojewódzka 484
Die Droga wojewódzka 484 (DW 484) ist eine 45 Kilometer lange Droga wojewódzka (Woiwodschaftsstraße) in der polnischen Woiwodschaft Łódź, die Buczek mit Kamieńsk verbindet. Die Strecke liegt im Powiat Łaski und im Powiat Bełchatowski.

## Streckenverlauf
Woiwodschaft Łódź, Powiat Łaski
-  Buczek (Buczek) (DW 483)
- Bachorzyn

Woiwodschaft Łódź, Powiat Bełchatowski
- Zelów (Zelow)
- Łobudzice
- Podwody
- Wola Mikorska
-  Bełchatów (Belchatow) (DK 74, DW 485)
- Wólka Łękawska
- Łękawa
- Kalisko

Woiwodschaft Łódź, Powiat Radomszczański
- Gałkowice Nowe
- Ozga
- Szpinalów
-  Kamieńsk (DK 1, DK 91)